# Lucas Pointud
Lucas Pointud (18 de enero de 1988) es un jugador francés de rugby que juega en la posición de pilier.

## Carrera

### Clubes
Debutó en el equipo de su tierra el AS Beziers y durante los siguientes 5 años pasó por otros tantos clubes de la Pro D2 y Federale 1, hasta que el Aviron Bayonnais puso sus ojos en él y le dio la oportunidad de demostrar sus capacidades en el Top 14. A pesar de tener contrato en vigor el club de Bayonne desciende de categoría por lo que Pointud nuevamente cambia de equipo fichando por Brive, donde se hace un nombre en la liga llegando a debutar con la selección, después de dos años en Brive firma un nuevo contrato con el historia Stade Toulousain.
En la temporada 2018-19 se proclama campeón del Top 14 francés con Stade Toulousain

### Internacional
Pointud ha sido seleccionado 2 veces para defender la camiseta del XV del gallo, haciendo su debut el 12 de junio de 2009 en un partido amistoso ante Argentina donde  ganaron 30-19

## Palmarés y distinciones notables
- Campeón del Top 14 2018-2019